# Mayonaka no Dance
Mayonaka no Dance (真夜中のダンス) é o quarto single da carreira solo de Hironobu Kageyama. Foi lançado em 25 de agosto de 1983 pela Climax Records e possui duas faixas, a homônima e "The Lady".

## Produção
Esse foi o quarto single de Kageyama em sua carreira solo após o fim da sua banda LAZY (que se reuniria em 1998).
Foi o único single lançado para promover o álbum Horizon, e sua capa segue a estética visual deste. Apesar disso, o lado B, "The Lady", não está no álbum.
A letra da música ficou por conta de Yoshiko Miura, que escreveu todas as canções do álbum Horizon. Miura teve uma longa carreira de sucesso até seu falecimento em 2023.
A compositora de "The Lady", Kuniko Fukushima, também desfrutou de décadas de trabalhos bem-sucedidos na indústria fonográfica japonesa.

## Legado
As duas faixas deste single fazem parte da coletânea Golden☆Best, de 2004, que celebra os primeiros anos da carreira do cantor.

## Recepção
Sobre "Mayonaka no Dance", o site Shiosairec disse que a faixa-título é "um rock no estilo new wave que mistura elementos de rock e dance music com louvor." Ele também destaca o baixo no refrão, chamando-o de "coração da música." Já sobre "The Lady", elogia o "agradável equilíbrio entre guitarra e sintetizadores."

## Faixas
| Lado A         |                     |                |                |                        |         |  |
| N.º            | Título              | Letras         | Música         | Arranjo                | Duração |  |
| 1.             | "Mayonaka no Dance" | Yoshiko Miura  | Wasaku Araki   | We (Norimasa Yamanaka) | 3:10    |  |
| Duração total: | Duração total:      | Duração total: | Duração total: | Duração total:         | 3:10    |  |

| Lado B         |                |                  |                |                |         |  |
| N.º            | Título         | Letras           | Música         | Arranjo        | Duração |  |
| 1.             | "The Lady"     | Kuniko Fukushima | K. Fukushima   | We             | 2:57    |  |
| Duração total: | Duração total: | Duração total:   | Duração total: | Duração total: | 2:57    |  |